# Zeta2 Antliae
Zeta2 Antliae (ζ2 Antliae, förkortat Zeta2 Ant, ζ2 Ant), som är stjärnans Bayer-beteckning, är en ensam stjärna i den västra delen av stjärnbilden Luftpumpen. Den har en skenbar magnitud på +5,91 och är svagt synlig för blotta ögat där ljusföroreningar ej förekommer. Baserat på parallaxmätningar i Hipparcos-uppdraget på 8,5 mas beräknas den befinna sig på ca 390 ljusårs (118 parsek) avstånd från solen.

## Egenskaper
Zeta2 Antliae är en blå till vit underjättestjärna av spektralklass A9 IV, som utvecklas bort från huvudserien, efter att den förbrukat förrådet av väte i dess kärna. Den har en massa som är ca 2,6 gånger solens massa, en radie som är ca 4,3 gånger större än solens och utsänder ca 45 gånger mera energi än solen från dess fotosfär vid en effektiv temperatur på ca 7 300 K.
Zeta2 Antliae är katalogiserad som en Am-stjärna, vilket innebär att den är en kemiskt ovanlig stjärna som visar starka tecken på vissa spårmetaller i dess spektrum.